# St. Martin (Steinweiler)
Die römisch-katholische Kirche St. Martin der Ortsgemeinde Steinweiler (Verbandsgemeinde Kandel) im Kreis Germersheim (Rheinland-Pfalz) befindet sich an der Kirchstraße. Sie gehört zur Kandeler Pfarrei Heilige Vierzehn Nothelfer im Bistum Speyer. Sie trägt das Patrozinium des heiligen Martin und steht unter Denkmalschutz.

## Beschreibung

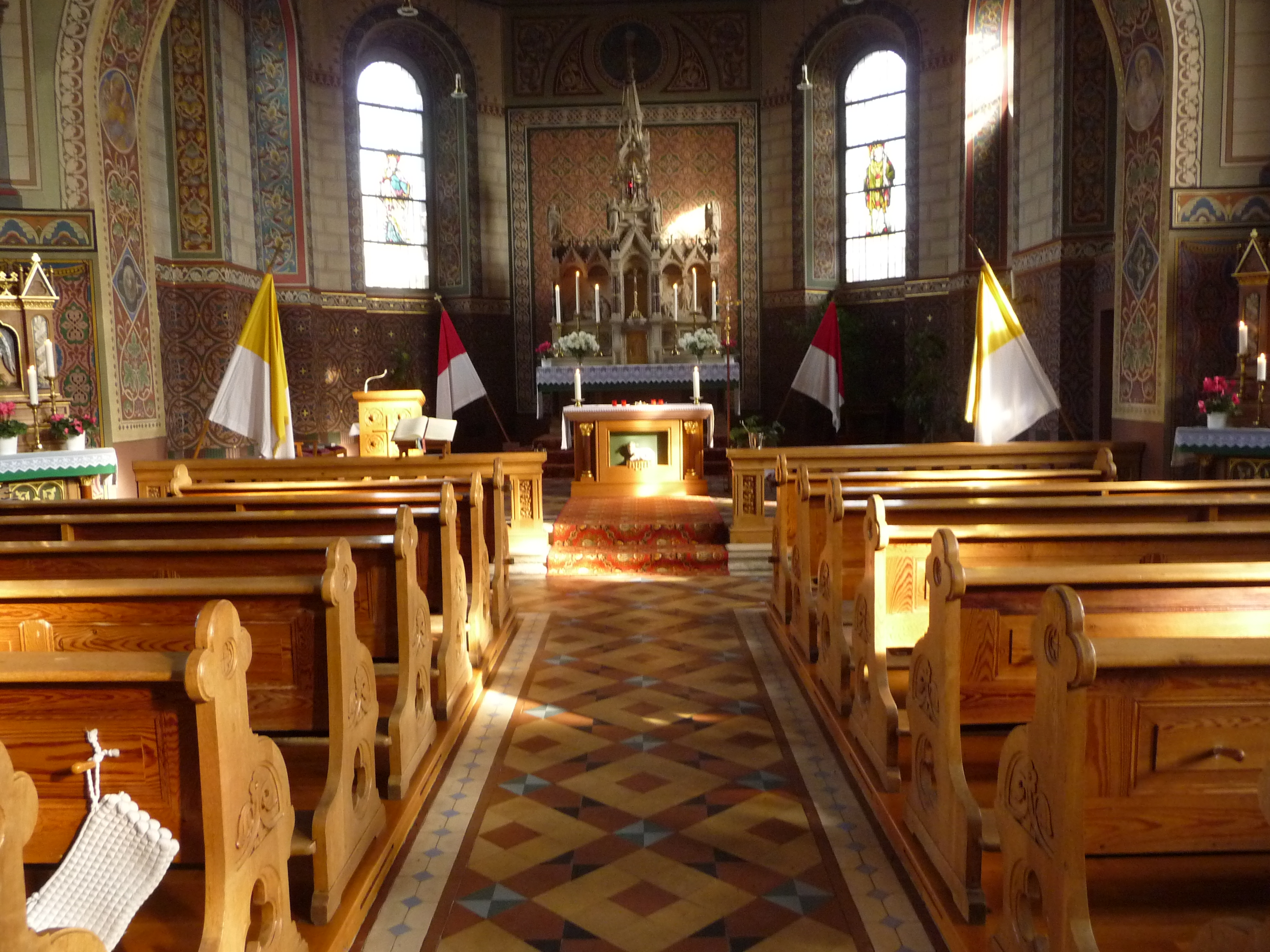
Innenansicht mit Blick zum Chor

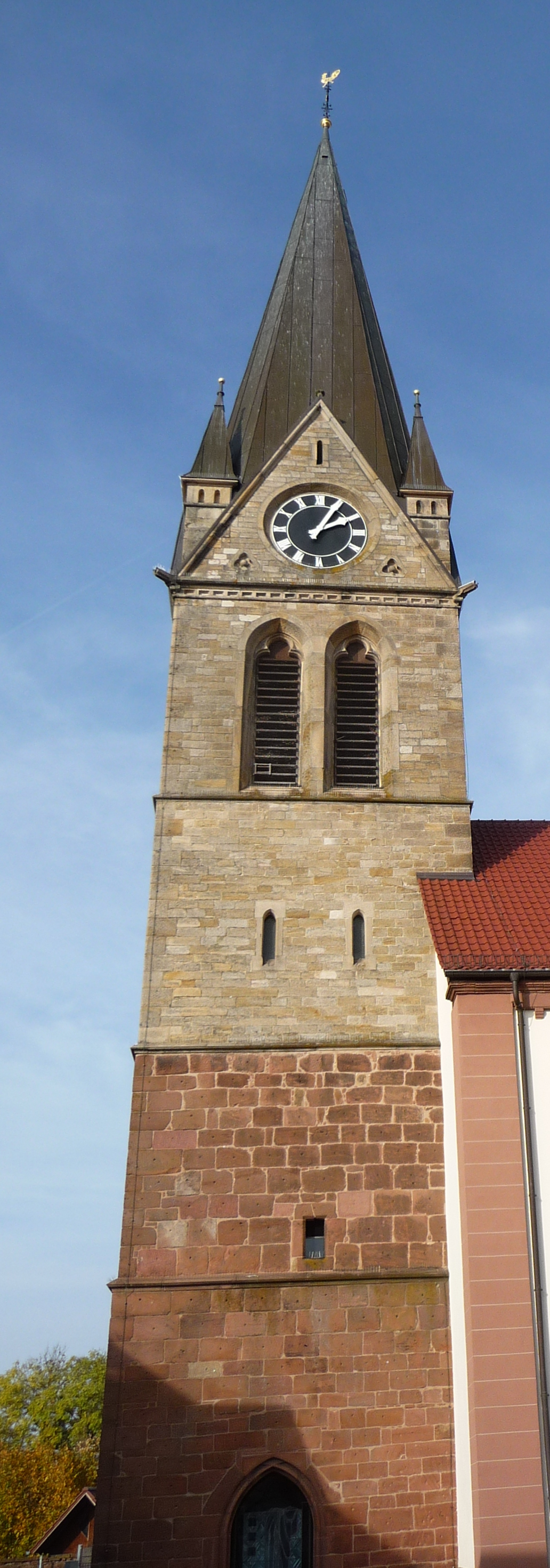
Der neugotische Turmaufbau hebt sich visuell erkennbar von seinem Stumpf ab.

Ursprünglich handelte es sich bei dem Kirchengebäude um einen Saalbau mit eingezogenem Chor aus den Jahren 1765–1766. Nach einem Brand wurde es in den Jahren 1895–1897 unter der Leitung von Wilhelm Schulte I. wieder aufgebaut, wobei der Großteil der architektonischen Elemente erneuert wurde. Im Inneren befindet sich eine Flachdecke über einer Hohlkehle. Die Ausmalung ist von Schablonenmalereien des ausgehenden 19. Jahrhunderts geprägt. Jedes Kirchenfenster wird von einem der heiligen Vierzehn Nothelfer geziert. An der Südseite befindet sich ein barockes Nothelferbild, das aus dem ersten Kirchenbrand gerettet werden konnte.
Im Westen steht der quadratische Kirchturm, dessen untere beiden Geschosse aus dem 15. Jahrhundert stammen. Im Erdgeschoss befinden sich ein Kreuzrippengewölbe sowie eine spitzbogige Zugangstür. Die oberen Stockwerke sind neugotisch gestaltet und mit Giebeln sowie kleinen Ecktürmen versehen.
Vor der Kirche befinden sich ein Kruzifix aus Sandstein, das mit dem Jahr 1806 bezeichnet ist sowie Kriegerdenkmal.

## Geschichte
Erstmals erwähnt wurde eine Steinweiler Kirche in einer Urkunde des Kaisers Otto II. aus dem Jahr 982. Diese ist somit eine der ältesten südpfälzischen Kirchen. Sie wurde im 15. Jahrhundert umgebaut. Im Rahmen des Dreißigjährigen Kriegs wurde Steinweiler 1622 in Brand gesteckt. Die Kirche konnte im Folgejahr wieder aufgebaut werden. Das Langhaus wurde 1765–1766 neu errichtet. Am 3. Oktober 1895 brannte die Kirche ein zweites Mal aus, nachdem eine nahe Scheune in Brand geraten war. Der Wiederaufbau erfolgte 1896–1897.  

## Orgel
Die Orgel der St.-Martin-Kirche wurde 1898 von E. F. Walcker & Cie. (Ludwigsburg) als opus 817 gebaut. Sie ersetzte die durch den zweiten Kirchenbrand zerstörte Vorgängerorgel, welche Gustav Schlimbach (Speyer) 1852 schuf. Ursprünglich hatte die heutige Orgel pneumatische Trakturen. Im Zuge einer Restaurierung, die Gerhard Kuhn (Esthal) 1987 durchführte, wurden diese elektrifiziert. Das Instrument verfügt über 21 Register auf zwei Manualen und Pedal. Die Windladen sind als Kegelladen ausgeführt. Die Disposition lautet:
| I Hauptwerk C–f3 |        |
| Bourdon          | 16′    |
| Prinzipal        | 08′    |
| Doppelflöte      | 08′    |
| Viola di Gamba   | 08′    |
| Salicional       | 08′    |
| Gedackt          | 08′    |
| Oktave           | 04′    |
| Rohrflöte        | 04′    |
| Mixtur IV        | 02 ⁄3′ |

| II Schwellwerk C–f3 |    |
| Geigenprinzipal     | 8′ |
| Gemshorn            | 8′ |
| Lieblich Gedeckt    | 8′ |
| Aeoline             | 8′ |
| Voix Celeste        | 8′ |
| Fugara              | 4′ |
| Flauto Dolce        | 4′ |
| Cornett III–V       | 8′ |

| Pedal C–d1  |     |
| Violonbass  | 16′ |
| Subbass     | 16′ |
| Octavbass   | 08′ |
| Violoncello | 08′ |

- Koppeln: II/I, I/P, II/P
- Spielhilfen: 2 freie Kombinationen, Feste Kombination (Tutti)